# Kystvejen (Aarhus)
Kystvejen i Aarhus går fra Havnegade og Skolebakken langs Aarhus Havn til Skovvejen.
Fra 1867-1870 havde kommunen fyldt området ned mod vandet bag Mejlgade op med jord. Tidligere havde mange huse i Mejlgade haft haver ned mod vandet, og Skt. Olufs Kirkegård lå også ned mod vandet. Haverne forsvandt, da Kystvejen blev oprettet. Vejen løste et problem, som Mejlgades beboere længe havde haft. Når stormene fra Kattegat rasede, tog de ofte en del af beboernes haver med. Det samme galt for Skt. Olufs Kirkegård, hvor knogler ofte blev skyllet ud af stormene. Dette problem blev løst med opførelsen af Kystvejen som en barriere mod havet. Det var også beboerne i Mejlgade, der var med til at finansiere byggeriet, da de kom til at betale en tredjedel af anlægssummen. Vejens anlæggelse falder sammen med oprettelsen af Skolebakken og Havnegade.
Kystvejen fik sit navn i 1871; året efter at vejen blev anlagt. I efteråret 1871 begyndte det første hus at blive opført på vejen, og byrådet blev derfor nødt til at navngive vejen. Ejendommene skød langsomt op.
I 1877 blev jernbanesporet langs Kystvejen anlagt. Kystvejen var Aarhus’ strandpromenade de første mange år, men omkring 1914 ændrede vejen sig fra promenade til en vigtig færdselsåre for byen.

## Omlægning af Kystvejen
I forbindelse med indførelsen af Letbanen i Aarhus har Kystvejen haft en central rolle. Vejen har gennem lange perioder været gravet op og indsnævret til gene for trafikken på vejen. Vejen er nu ændret fra at have haft fire spor til at have to.